# Potoroidae
Potoroidae là một họ động vật có vú trong bộ Hai răng cửa. Họ này được Gray miêu tả năm 1821.

## Hình ảnh

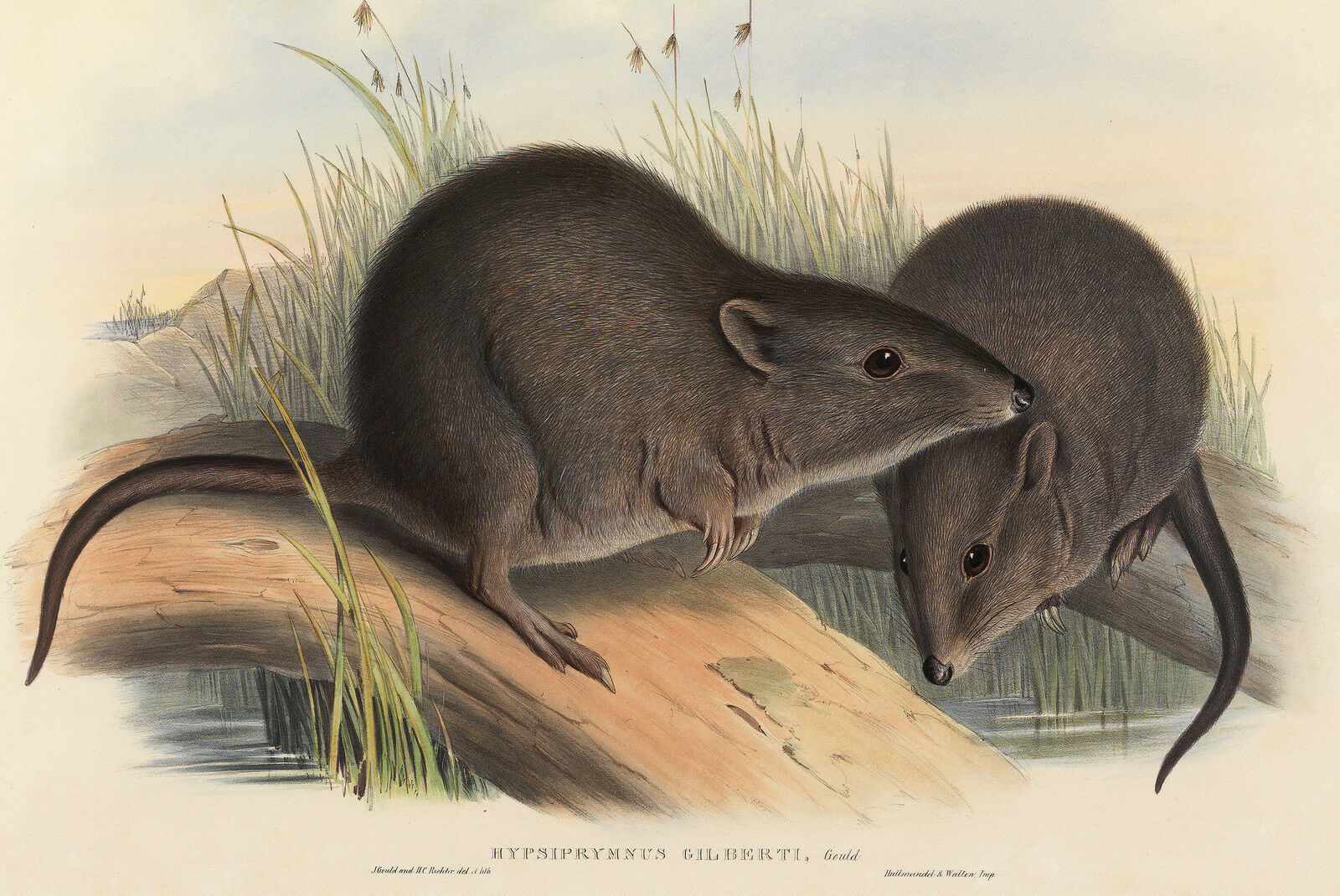
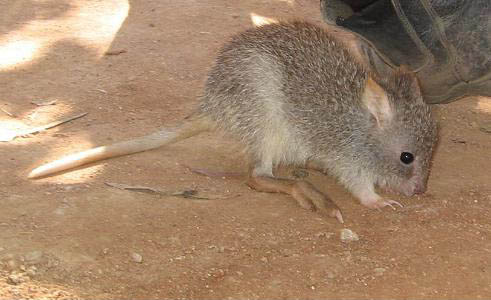

## Phân loại
- Phân họ Potoroinae
  - Chi Aepyprymnus
    - Aepyprymnus rufescens

  - Chi Bettongia
    - Bettongia gaimardi
    - Bettongia lesueur
    - Bettongia penicillata
    - Bettongia tropica
    - Bettongia moyesi †

  - Chi Caloprymnus
    - Caloprymnus campestris

  - Chi Potorous
    - Potorous longipes
    - Potorous platyops †
    - Potorous tridactylus
    - Potorous gilbertii

  - Chi Gumardee †
    - Gumardee pascuali

  - Chi Milliyowi †
    - Milliyowi bunganditj
- Phân họ Bulungamayinae †
  - Chi Wabularoo
    - Wabularoo hilarus
    - Wabularoo naughtoni

  - Chi Bulungamaya

### Taxones extintos
- Chi Wakiewakie †
- Chi Purtia †
- Chi Palaeopotorous †